# Yves Hézard
Yves Hézard, född den 20 oktober 1948 i Donzy, är en fransk före detta tävlingscyklist som var professionell från 1971 till 1981.

## Meriter

### Landsväg
| 1971 3:a totalt i Étoile des Espoirs 4:a i Grand Prix des Nations 4:a i Circuit de l'Aulne 5:a totalt i Dunkerques fyradagars 5:a i Trofeo Baracchi (med Cyrille Guimard) 6:a totalt i Critérium du Dauphiné Libéré 8:a i Grand Prix d'Isbergues 10:a i Milano-Sanremo 1972 Vinnare totalt av Dunkerques fyradagars Vinnare av etapp 1 Vinnare av etapp 7 i Tour de France 2:a i Grand Prix des Nations 3:a totalt i GP du Midi-Libre 4:a i Super Prestige Pernod 5:a totalt i Critérium du Dauphiné Libéré 5:a i Trofeo Baracchi (med Cyrille Guimard) 5:a totalt i Tour de la Nouvelle France 6:a i Critérium des As 7:a totalt i Tour de France Vinnare av etapp 7 9:a totalt i Paris–Nice 10:a i Gent–Wevelgem | 1973 Vinnare totalt av Tour d'Indre-et-Loire Vinnare av etapp 3b (ITT) Vinnare av etapp 4 i Tour de l'Aude 6:a totalt i GP de Fourmies 10:a totalt i Paris–Nice 1975 4:a i Grand Prix des Nations 7:a totalt i Dunkerques fyradagars 1976 2:a totalt i Tour d'Indre-et-Loire 2:a totalt i Critérium National de la Route 7:a i Tour du Nord-Ouest 7:a totalt i Tour de l'Oise et de la Somme 8:a i Grand Prix de Plouay 9:a i Grand Prix Cerami 1977 Vinnare av etapp 4 i Tour de Corse 6:a i Bordeaux-Paris | 1978 Vinnare av GP de Fourmies Vinnare av Ronde de Seignelay 3:a totalt i Critérium National de la Route 4:a i Milano-Sanremo 5:a totalt i Paris–Nice 8:a i Liège-Bastogne-Liège 8:a i Trofeo Baracchi (med Michel Laurent) 8:a totalt i Tour de Corse 9:a totalt i Tour de Romandie 1979 Vinnare av etapp 2 i Tour du Limousin 9:a i Grand Prix d'Isbergues 1980 Vinnare totalt av Paris-Bourges Vinnare av etapp 1 2:a totalt i Tour d'Armorique 1981 Vinnare av Tour de Tarn 5:a totalt i Tour d'Indre-et-Loire 8:a totalt i Tour d'Armorique 9:a totalt i Tour de Corse |

### Bana
1977
 Fransk mästare i individuellt förföljelselopp